# White House Rose Garden

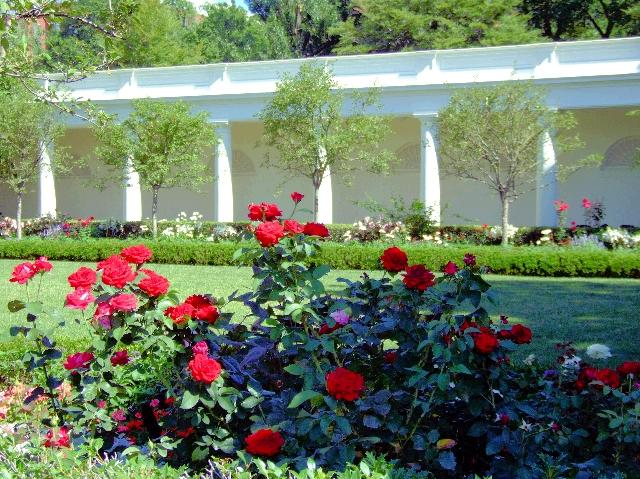
Rosengarten und westlicher Säulengang

Der White House Rose Garden ist ein gepflasterter Innenhof, der vor dem Oval Office und dem West Wing des Weißen Hauses liegt. Das Gelände, das früher tatsächlich ein Rosengarten war, ist etwa 38 Meter lang und 18 Meter breit. Der „Rosengarten“ ist das Gegenstück zum Jacqueline Kennedy Garden auf der Ostseite des White House Complex.

## Gestaltung und Gartenbau
Die erste Rose Garden wurde im Jahr 1913 von Ellen Wilson, der Ehefrau von Präsident Woodrow Wilson, auf dem Gelände eines früheren Kolonialgartens angelegt. Im Jahr 1961, während der Amtszeit von John F. Kennedy, wurde der Garten von Rachel Lambert Mellon neu gestaltet. Mellon schuf einen Platz mit einem stärker definierten zentralen Rasen umrandet von Blumenbeeten, die im französischen Stil gepflanzt wurden, jedoch überwiegend mit amerikanischen Pflanzen. Der heutige Garten folgt einem Entwurf von Mellon. Jedes Blumenbeet ist mit einer Reihe von „Katherine“-Zier-Apfelbäumen und Winter-Linden bepflanzt, die von niedrigen, rautenförmigen Thymian-Hecken begrenzt werden. Der äußere Rand des Blumenbeetes am Zentralrasen ist mit Buchsbaum gesäumt. Die vier Ecken werden durch Tulpen-Magnolien unterstrichen, die Mellon am Tidal Basin gefunden hat. Rosen sind die Hauptblumen im Garten und umfassen eine große Anzahl von Queen Elizabeth-Rosen den Edelrosen „Pascali“, „Pat Nixon“, und „King’s Ransom“. Die Strauchrose „Nevada“ ergänzt den Gesamteindruck mit einem kühlen Weiß. Viele saisonale Blumen fügen fast das ganze Jahr Farben hinzu. Für den Frühling werden Narzissen, Fritillaria, Traubenhyazinthen, Tulpen, Sternhyazinthen und Blausterne gepflanzt. Für den Sommer werden jährlich wechselnde einjährige Pflanzen gesät. Im Herbst bringen Chrysanthemen und blühender Grünkohl Farbe bis zum Frühjahr.
Im August 2020 ließ Melania Trump den Rosengarten grundlegend umgestalten. Die Tulpen wurden entfernt, die Zierapfelbäume von Jacqueline Kennedy anderswohin verpflanzt. Stattdessen dominieren nun zu Kugeln geschnittene Buchsbäume, getrimmter Rasen und wenige Blumen in Pastelltönen. Manche erinnerte diese Gestaltung an den typischen Geschmack von neureichen Menschen. Anfang Mai 2021 hatten schon 75.000 Menschen eine an Jill Biden und Doug Emhoff gerichtete Petition unterzeichnet, in der sie eine Rückverwandlung im Stile Jackie Kennedys forderten.
Im Juli 2025 ließ Trump den Rasen vollständig zupflastern, weil er „triefend nass“ gewesen sei, „und Frauen in Stöckelschuhen, es ist zuviel“.

## Offizielle und ungezwungene Nutzung

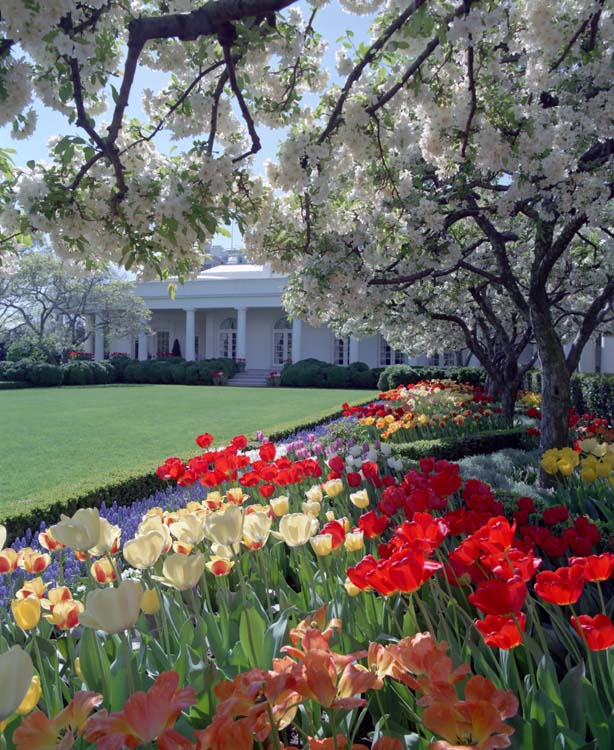
Blick vom Rose Garden auf das Oval Office.

Der Rosengarten wurde seit seiner Anlage im frühen 20. Jahrhundert für Veranstaltungen genutzt. Präsident Wilson nutzte den Garten für zwanglose Fragerunden mit der Presse, Präsident Hoover begann mit der Tradition, hier prominente Bürger zu empfangen und sich mit ihnen fotografieren zu lassen. Calvin Coolidge verwendete den Garten für die öffentliche Bekanntgabe von politischen und personellen Entscheidungen. Präsident John F. Kennedy empfing die Astronauten des Mercury-Programmes im Rosengarten. Viele Pressekonferenzen des Präsidenten fanden im Garten statt, ebenso Dinner des Weißen Hauses und Zeremonien. Die Tochter von Präsident Richard Nixon, Tricia, hat Edward F. Cox 1971 im Rosengarten geheiratet. In den letzten Jahren wurden im Rosengarten die Pressekonferenzen der Präsidenten und Staatsbesuche abgehalten. Häufig laden die Präsidenten amerikanische Olympiateilnehmer oder Spieler der Major League nach Siegen in ihren Sportarten in den Rosengarten ein. George W. Bush empfing den Stanley-Cup-Sieger von 2006, die Carolina Hurricanes, im Rosengarten.
Die Redewendung „Rose Garden strategy“ steht für das Verbleiben im Weißen Haus und seinen Außenanlagen, statt durch das ganze Land zu reisen. So waren z. B. Jimmy Carters erste Versuche zur Beendigung der Iran-Geisel-Krise (1979–1981) eine „Rose Garden strategy“, weil er die meisten Besprechungen mit seinen engsten Beratern im Weißen Haus abgehalten hat. Am 25. Juli 1994 wurde die Washington Declaration, die Basis für den Israelisch-jordanischen Friedensvertrag, im Rosengarten unterzeichnet. Donald Trump kündigte hier den Ausstieg der USA aus dem Übereinkommen von Paris an. Nach der hier stattgefundenen Zeremonie zur Ernennung von Amy Coney Barrett Ende 2020 meldeten sich zahlreiche Teilnehmende Corona-positiv, einschließlich Trump selbst. Im April 2025 legte er hier die von ihm so bezeichneten „Befreiungstagszölle“ fest (Executive Order 14256).